# Polskie Towarzystwo Geologiczne
Polskie Towarzystwo Geologiczne (PTG) – geologiczne stowarzyszenie naukowe, założone w 1921 w Krakowie.

## Opis
Siedziba Towarzystwa znajduje się w Krakowie, przy ulicy Gronostajowej 3a. Posiada ono oddziały: krakowski, warszawski, gdański, górnośląski, karpacki, lubelski, poznański, szczeciński, świętokrzyski, wrocławski i ziemi Lubuskiej oraz koła w Bełchatowie i Toruniu.
Pierwszym prezesem Towarzystwa, a wcześniej inicjatorem jego powstania na zebraniu 14 marca 1920 w kierowanym przez niego Zakładzie Geologii Uniwersytetu Jagiellońskiego, był Władysław Szajnocha. Stanowisko pierwszego przewodniczącego Towarzystwa objął Karol Bohdanowicz. Wieloletnim przewodniczącym Zarządu Głównego PTG był Kazimierz Maślankiewicz, a 23 września 1977 podczas 49. Zjazdu Naukowego Geologów w Załużu jego następcą został wybrany Rafał Unrug.
Od 1923 roku PTG wydaje pismo pt. „Annales Societatis Geologorum Poloniae”, poprzednio wydawane jako Rocznik Polskiego Towarzystwa Geologicznego.
W roku 1948 Towarzystwo było jednym ze współzałożycieli Międzynarodowej Unii Ochrony Przyrody (IUCN).
Polskie Towarzystwo Geologiczne organizuje coroczne Zjazdy Naukowe poświęcone zagadnieniom geologii różnych regionów Polski. Z inicjatywy PTG, od 2008 roku, co 4 lata odbywa się Polski Kongres Geologiczny. Pierwszy Kongres odbył się w Krakowie.